# Karaga (fleuve)
Pour les articles homonymes, voir Karaga.
Le Karaga (en russe : Карага) est un fleuve qui prend sa source dans le nord-est de la péninsule du Kamtchatka, à l'est de la Russie.
Long de 109 km, il traverse le raïon Karaguinski — auquel il a donné son nom — avant de se jeter dans le golfe Karaguinski formant un delta. Son bassin versant couvre une superficie de 2 190 km2.